# Joan Guillamí (fill)
Joan Guillamí (Barcelona, 1739 - 1819) fou un constructor català d'instruments musicals, fill del també lutier Joan Guillamí.
Va treballar amb el seu pare fins a la mort d'aquest, el 1769, quan es va traslladar al carrer de la Bòria.
Les seves primeres obres són semblants a les del seu progenitor, encara que amb els acabats inferiors. Pràcticament tota la seva producció conserva característiques molt semblants a les del seu mestre, com ara el vernís o la forma del cap, i en modifica d'altres com la volta, molt més plana. No tots els instruments són de la mateixa qualitat, però aconseguí obres magnífiques amb una sonoritat de timbre càlid i agradable.